# Наташа Атлас
Наташа Атлас (араб. نتاشا أطلس; нар. 20 березня 1964) — єгипетсько-бельгійська співачка, відома поєднанням арабської та західної музики, зокрема хіп-хопу. Колись вона назвала свою музику «cha'abi moderne» (сучасна популярна музика). На її музику вплинули багато стилів, включаючи Maghrebain, хіп-хоп, драм-н-бейс і регі.
Атлас почала кар'єру у складі ф'южн-гурту Transglobal Underground. У 1995 році зосередилася на сольній кар'єрі, випустивши альбом Diaspora. З того часу вона випустила сім сольних альбомів і була частиною численних спільних робіт. Її версія «Mon amie la rose» мала несподіваний успіх у Франції, досягнувши 16 місця у французьких чартах синглів у 1999 році.

## Ранні роки
Наташа Атлас народилася в Брюсселі. Її мати, британка, народилася християнкою, стала буддисткою у 1970-х. Її батько, єгипетського походження, глибоко цікавився суфійською містикою та філософією Гурджієва четвертого шляху, також вивчав китайську медицину та даосизм.
Атлас виховувалася, слухаючи музику як зі сходу, так і з заходу, і в ході свого виховання навчилася толерантно ставитися до всіх релігій.
Після того, як її батьки розлучилися, Атлас поїхала жити в Нортгемптон, Англія, з матір'ю.
Атлас виросла, розмовляючи французькою та англійською, а пізніше вивчила арабську та іспанську. Вона співає кількома мовами, в тому числі сучасною розмовною арабською, хоча зізнається, що їй це не зовсім комфортно.

## Рання кар'єра та Transglobal Underground
Атлас повернулася до Бельгії у віці 24 років і розпочала кар'єру з двох робіт: танців живота і співів у бельгійському сальса-гурті. У квітні 1989 року вона дебютувала у записі як запрошена вокалістка балеарської біт-групи ¡Loca! «Encantador» (Nation Records). У 1991 році Атлас стала співавтором ¡Loca! в синглі «Timbal» і співавтором із Jah Wobble's Invaders of the Heart, створивши п'ять треків для їхнього альбому Rising Above Bedlam (Oval Records). Записуючись з ¡Loca!, вона познайомилася з Transglobal Underground (TGU), британською етнічною електронною групою, орієнтованою на Близький Схід і Південну Азію. На той час у TGU був хіт «Templehead», який увійшов до сорока найкращих, і Атлас стала їхньою солісткою / танцівницею живота. Крім того, у 1991 році вона співпрацювала з гітаристом і вокалістом Bauhaus, Love and Rockets та Tones on Tail Деніелом Ешем над його дебютним сольним альбомом Coming Down.

## Сольна кар'єра
Більшість ранніх альбомів Atlas продюсували Тім Вілан і Гамільтон Лі з Transglobal Underground.
У 1999 році Atlas співпрацювала з Девідом Арнольдом над піснею «One Brief Moment». Сингл містить кавер-версію пісні з фільму про Джеймса Бонда «Живеш тільки двічі». Двома роками раніше Атлас співпрацювала з Арнольдом над альбомом Shaken and Stirred, записавши пісню «From Russia with Love» для однойменного фільму.
Також у 1999 році вона співпрацювала з Жаном-Мішелем Жарром над треком «C'est La Vie» для його альбому Métamorphoses. Трек був випущений як сингл.
У 2003 році Atlas виступила з вокалом для танцювальної пісні Kolo «Ajde Jano» в альбомі Найджела Кеннеді та Kroke East Meets East. У 2005 році Atlas внесла пісню «Just Like A Dream» (з Something Dangerous) до благодійного альбому Voyces United for UNHCR.
Її музика була використана в низці саундтреків. Пісня «Kidda» представлена в саундтреку до «Секс і місто 2» та у відеогрі Grand Theft Auto: Liberty City Stories 2005 року на Radio del Mundo. У 2003 році її голос звучить у фільмі Халк в пісні «Captured». Крім того, «Bathaddak» є однією з пісень, включених до ексклюзивної відеоігри Xbox 360 Project Gotham Racing 4 2007 року. Її кавер на I Put a Spell On You був використаний у фільмі «Божественне втручання» 2002 року палестинського режисера Елії Сулеймана.
Пісня «Gafsa» (Halim, 1997) використана як основний саундтрек корейського фільму Порожній будинок Кім Кі-Дука. Вона брала участь у «Light of Life (Ibelin Reprise)» для саундтреку до Царство небесне Рідлі Скотта.
У 2007 році Атлас співпрацювала з Беліндою Карлайл над сьомим альбомом Белінди Voila. Її вокал звучить у піснях «Ma Jeunesse Fout Le Camp», «La Vie En Rose», «Bonnie et Clyde» та «Des Ronds Dans L'Eau».
У фільмі Brick Lane 2007 року представлені чотири пісні з вокалом Атлас, «Adam's Lullaby», «Running Through the Night», «Love Blossoms» і «Rite of Passage». 23 травня 2008 року Атлас випустила альбом Ana Hina, який був добре прийнятий критиками.
У 2008 році вона з'явилася у пісні «Habibe» з альбому і проєкту Пітера Гебріеля Big Blue Ball.
20 вересня 2010 року Атлас випустила альбом Mounqaliba. Спродюсований Семі Бішаєм, він досліджував класичні інструменти, джаз та традиційні арабські стилі та був натхненний віршами індійського поета Рабіндраната Тагора.
У травні 2013 року Наташа Атлас випустила Expressions: Live in Toulouse, альбом, який продемонстрував її виразний голос, та використовує переважно оркестрові аранжування, доповнені близькосхідними ударними.
Атлас нещодавно перейшла у джазовий жанр із Myriad Road (2015) та Strange Days (2019).

## Особисте життя
У 1999 році Атлас одружилася з сирійським гравцем в канун Абдуллою Чхаде. Пара розлучилася у 2005 році.
Зараз Атлас у стосунках із британсько-єгипетським скрипалем Самі Бішай.
У минулому Атлас говорила, що вона «технічно мусульманка» і ототожнює себе з суфізмом. Вона також казала, що її батько має деякі сефардські єврейські корені: «Сьогодні я хочу казати, що я англо-близькосхідна, і не включаю релігію». Однак вона відкрита для інших форм духовності, тому що «важливо бути толерантними».
У 2001 році Мері Робінсон призначала її амбасадоркою доброї волі Конференції ООН проти расизму. Робінсон обрала Атлас, тому що «вона втілює ідею про те, що в розмаїтті є сила. Що наші відмінності — будь то етнічні, расові чи релігійні — є джерелом багатства, яке потрібно приймати, а не боятися».
Атлас є прихильницею руху Zeitgeist. Вона включила кліпи з Zeitgeist: Addendum у свій альбом Mounqaliba 2010 року.
У спільному інтерв'ю з ізраїльською співачкою Ясмін Леві Атлас відзначала ризик співпраці, оскільки почуття антисіонізму в арабському світі можуть перерости в антисемітизм.
У березні 2011 року Атлас оголосила, що приєдналася до бойкоту Ізраїлю та відмовилася від запланованого виступу в Ізраїлі.
У травні 2014 року вона дала концерт на фестивалі Méditerranée в Ашдоді, змінивши свою думку щодо питання бойкоту.

## Дискографія

### Студійні альбоми
- Diaspora (1995)
- Halim (1997)
- Gedida (1999)
- Ayeshteni (2001)
- Foretold in the Language of Dreams (з Марком Іглтоном) (2002)
- Something Dangerous (2003)
- Mish Maoul (2006)
- Ana Hina (з Mazeeka Ensemble) (2008)
- Mounqaliba (2010)
- Myriad Road (2015)
- Strange Days (2019)

### Живі альбоми
- Expressions: Live in Toulouse (2013)